# Коколаврик
Кокола́врик — деревня в Трубникоборском сельском поселении Тосненского района Ленинградской области.

## История
Согласно переписи 1710 года («Сказки, поданные переписчику князю Михаилу Васильевичу Мещерскому») территория на которой располагается современная деревня Коколаврик относилась к Ильинскому Тигодскому погосту Новгородского уезда Корельской половины Вотской пятины.

КОКОЛАВРИК — деревня с усадьбой, Коколавриковского сельского общества, прихода села Доброго.

Дворов крестьянских — 20. Строений — 55, в том числе жилых — 20.

Число жителей по семейным спискам 1879 г.: 54 м. п., 60 ж. п.; по приходским сведениям 1879 г.: 53 м. п., 61 ж. п.;

В усадьбе строений — 8, в том числе жилых — 2. Число жителей по приходским сведениям 1879 г.: 6 м. п., 3 ж. п. (1884 год)

В конце XIX — начале XX века деревня административно относилась к Любанской волости 1-го стана 1-го земского участка Новгородского уезда Новгородской губернии.

КОКОЛАВРИК (КОНОНОВА НИВА) — деревня Коколаврикского сельского общества, дворов — 28, жилых домов — 34, число жителей: 94 м. п., 103 ж. п. 

Занятия жителей — земледелие, подённые работы. Часовня, хлебозапасный магазин, мелочная лавка.

ВОРОНЦОВО (КОКОЛАВРИК) — усадьба Ю. В. Раленбока, дворов — 1, жилых домов — 3, число жителей: 2 м. п., 2 ж. п.

Занятия жителей — земледелие и молочное хозяйство. Молочная ферма. (1907 год)

Согласно военно-топографической карте Петроградской и Новгородской губерний издания 1917 года на восточном выезде из деревни Коколаврик располагалась часовня.
С 1917 по 1927 год деревня Коколаврик входила в состав Любанской волости Новгородского уезда Новгородской губернии.
С 1927 года в составе Чудскоборского сельсовета Любанского района.
В 1928 году население деревни Коколаврик составляло 188 человек.
С 1930 года в составе Тосненского района.
По данным 1933 года деревня Коколеврик входила в состав Чудско-Борского сельсовета Тосненского района.

План деревни Коколаврик. 1937 год

Согласно топографической карте 1937 года деревня насчитывала 26 крестьянских дворов.
Во время Великой Отечественной войны 1941—1945 в Коколаврике располагался немецкий гарнизон. Деревня была частично разрушена и освобождена в ходе наступления советских войск зимой 1944 года.
В 1958 году население деревни Коколаврик составляло 40 человек.
По данным 1966, 1973 и 1990 годов деревня Коколаврик также входила в состав Чудскоборского сельсовета Тосненского района.
В 1997 году в деревне Коколаврик Чудскоборской волости не было постоянного населения, в 2002 году — проживали 7 человек (русские — 86 %).
в 2007 году в деревне Коколаврик Трубникоборского СП проживал 1 человек.

## География
Деревня расположена в восточной части района на автодороге 41К-842 (подъезд к дер. Коколаврик), к востоку от федеральной автодороги М10 (E 105) «Россия» (Москва — Санкт-Петербург).
Расстояние до административного центра поселения — 17 км.
Расстояние до ближайшей железнодорожной платформы Померанье — 10 км.

## Демография
| 2007 | 2010 | 2017 |
| ---- | ---- | ---- |
| 1    | ↗5   | ↘1   |

## Улицы
Дачная, Савельевская.